# Міхал Скураш
Міхал Скураш (пол. Michał Skóraś, нар. 15 лютого 2000, Ястшембе-Здруй) — польський футболіст, півзахисник бельгійського клубу «Брюгге» та національної збірної Польщі.

## Клубна кар'єра
Народився 15 лютого 2000 року в місті Ястшембе-Здруй. Вихованець футбольної школи клубу «Лех». 2018 року для отримання ігрової практики був відданий в ренду в клуб другого дивізіону «Нецєча», відіграв за команду із села Нецєча 27 матчів в сезоні 2018/19.
У липні 2023 року Міхал Скураш підписав контракт на чотири роки з бельгійським «Брюгге».

## Виступи за збірні
2017 року дебютував у складі юнацької збірної Польщі, взяв участь у 10 іграх на юнацькому рівні, відзначившись 2 забитими голами.
2019 року у складі молодіжної збірної Польщі поїхав на домашній молодіжний чемпіонат світу. На турнірі зіграв у 4 матчах і забив один гол, а команда вилетіла на стадії 1/8 фіналу.
У 2022 році Скураш потрапив до заявки національної збірної Польщі на участь у фінальній частині чемпіонату світу у Катарі. На турнірі футболіст провів одну гру, коли вийшов на заміну у матчі проти Аргентини.

## Титули і досягнення
- Чемпіон Польщі (1):

«Лех»: 2021-22
- Чемпіон Бельгії (1):

«Брюгге»: 2023-24
- Володар Кубка Бельгії (1):

«Брюгге»: 2024-25
- Володар Суперкубка Бельгії (1):

«Брюгге»: 2025